# Charlie Sjöstrand
Charlie Johan Sjöstrand, född 7 november 1986 i Göteborg, är en svensk tidigare handbollsspelare (vänstersexa). Han är verksam som expertkommentator vid sändningar relaterade till svenska Handbollsligan (C More och TV4-gruppen).

## Handbollskarriär

### Klubblagsspel
Vid SM-finalen 2009 var Charlie Sjöstrand en av Alingsås HK:s bästa spelare, när han gjorde sex mål på sex avslut varav ett par viktiga mål i slutet av matchen. 2012 fick han inte förlängt kontrakt med Alingsås. Från och med säsongen 2012/2013 spelar han för Redbergslids IK. Han gjorde tre mål i sin debutmatch, då han för första gången också spelade högersexa. 2013 i slutspelet spelade han i IFK Kristianstad, som hade skadeproblem på vänstersex. Charlie Sjöstrand var bra i denna final också men IFK förlorade mot HK Drott. Efter finalen ville Sjöstrand fortsätta i IFK men nobbades. Efter säsongen 2014-2015 blev han proffs i tyska GWD Minden.

### Landslagsspel
Charlie Sjöstrand var med i det svenska U21-landslaget som tog UVM-guld 2007 i Makedonien. Bland annat var han bra i semifinalen mot Danmark där han gjorde fem mål. Han har inte spelat för A-landslaget.

## Meriter
- Guld vid U21-VM 2007 med Sveriges U21-landslag
- SM-guld 2009 med Alingsås HK